# Terremoto de Ocozocoautla de 1995
El terremoto de Ocozocoautla de 1995 fue un movimiento ocurrido la noche del 20 de octubre de 1995 a las 20:38:58, hora local (GMT-5). Tuvo una magnitud de Mw 7.1 con epicentro a 12 km al noroeste de Ocozocoautla de Espinosa, Chiapas, a una profundidad de 160.0 km (según el Servicio Sismológico Nacional), y Mw 7.2 a 13 km al noroeste de Ocozocoautla y a 159.3 km de profundidad (según USGS).
Este sismo ha tenido poca relevancia a nivel nacional a pesar de haber dejado graves daños en los municipios de Villaflores, Cintalapa, Ocozocoautla, Berriozábal y Tuxtla Gutiérrez, probablemente debido al anterior sismo ocurrido en Colima el 9 de octubre, fue el tercer terremoto de magnitud superior a 7.0 en mes y medio tras y desde el Terremoto de Guerrero de 1995 y el Terremoto de Colima de 1995 demás de contribuírsele información errónea como cambiar su epicentro a Cintalapa de Figueroa.

## Antecedentes

### Terremotos de Colima de 1995
El 9 de octubre de 1995 a las 09:35:53 hora local ocurrió un sismo magnitud 8.0 (Mw) con epicentro en la costa de Colima.
Geológicamente, por la lejanía del epicentro, no están relacionados, pero gracias a la magnitud de este evento, durante mucho tiempo opacó al terremoto ocurrido en Ocozocoautla 11 días después.

### Sismicidad del municipio
Además, Ocozocoautla suele ser golpeada por sismos frecuentemente dado la geología del estado de Chiapas.
El municipio suele ser epicentro de sismos menores que no superan la magnitud 4.4, siendo este el único evento de gran magnitud registrado por el Servicio Sismológico Nacional.

### Sismos anteriores
El 14 de junio de dicho año un sismo de 6.5 tuvo lugar a 494 km de Ciudad Hidalgo, Chiapas. Posteriormente dos sismos ocurrieron en Tonalá y Pijijiapan con una magnitud de 5.8 y 5.5 respectivamente los días 6 y 8 de septiembre. Un tercer sismo de magnitud 5 ocurrió en Tonalá el 9 de septiembre. El 17 de octubre, un sismo de 4.6 fue registrado a 29 km al este de Villaflores.

## Geología

### Origen
El sismo tuvo su epicentro dentro del municipio de Ocozocoautla de Espinosa, cerca de una presunta falla de alrededor de 47 km de longitud. El epicentro se encontró a sólo 351 metros del sitio conocido como Sima de las Cotorras aunque no se sabe si tiene alguna relación.
El estado de Chiapas cuenta con un complejo sistema de fallas debido a su localización sobre los límites de las placas Norteamericana, de Cocos y del Caribe, lo cual da lugar a fuertes terremotos en esta zona.
La placa de Cocos se desliza por debajo de la Norteamericana, generando sismos por subducción, como los ocurridos el 23 de septiembre de 1902, con magnitud de 7.7, y el 21 de enero de 2002, de 6.7.
El movimiento del 20 de octubre se debió a la deformación de la Placa Norteamericana por la subducción de la de Cocos por debajo de ella.

## Efectos

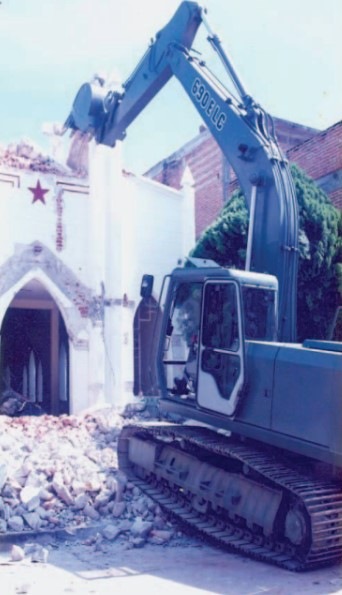
Iglesia siendo demolida tras el terremoto.

El saldo se calcula en 200 heridos y por lo menos dos muertos. Los municipios más afectados fueron Cintalapa, Villaflores y Tuxtla Gutiérrez. Aproximadamente 5 mil 700 inmuebles sufrieron daño total y otros 300 contaron con daños leves.
En la ciudad de Ocozocoautla, a 12 km del epicentro, según cuentan testigos, la mayoría de la población se encontraba en la Parroquia de San Juan Bautista, al centro de la ciudad, en la misa oficiada comúnmente conocida como "la misa de las 8" (dado que la misa iniciaba a las ocho de la noche). Los relatos cuentan cómo al momento del terremoto las figuras religiosas caían y se rompían, además de que el movimiento fue tan fuerte que las personas creyeron que se trataba del fin del mundo. Según el Servicio Geológico de Estados Unidos (USGS), se calcula que el sismo generó intensidades en la Escala de Mercalli de VI (Fuerte) en la zona epicentral así como en Cintalapa, Tuxtla y Villaflores,en ciudades más lejanas como Coatzacoalcos y Villahermosa se registraron intensidades de hasta V (Moderado).